# Oryctes nevadensis
Oryctes é um género monotípico de plantas com flor pertencente à família Solanaceae, cuja única espécie é Oryctes nevadensis, com distribuição natural pelo sudoeste dos Estados Unidos.

## Descrição
Oryctes nevadensis é uma planta anual que alcança um tamanho  de 5-20 cm de altura, ramificada, com raiz pivotante delgada. As folhas são verdes, pegajosas,e com alguns tricomas de aspecto escamoso. As lâminas das folhas medem 1-3 cm de comprimento e são lineares a ovadas. As inflorescências são em forma de umbelas axilares, com poucas flores de coloração púrpura. O fruto é uma cápsula de 7,6 mm de largura, esférica, que contém 10-15 sementes.

## Taxonomia
Oryctes nevadensis foi descrita por Sereno Watson e publicado em United States Geological Expolration (sic) of the Fortieth Parallel. Vol. 5, Botany 274–275, pl. 28, f. 5–10, no ano de 1871.

## Referencias
1. ↑  Oryctes nevadensis em Jepson
2. ↑  Oryctes nevadensis em Trópicos
3. ↑  Oryctes nevadensis em PlantList